# Callie Hernandez
Callie Hernandez (Jacksonville, 24 de mayo de 1988) es una actriz estadounidense de cine y televisión conocida por sus papeles en las películas Blair Witch, La La Land y Alien: Covenant, cinta de Ridley Scott.

## Carrera
Antes de iniciar una carrera como actriz, Callie tocó el chelo en algunas bandas. En 2013 hizo su debut en el cine en la película Machete Kills. Fue incluida en el elenco de la serie de televisión Members Only, también conocida como The Club, antes de su repentina cancelación en el 2014. En 2016 protagonizó la película Blair Witch y obtuvo un papel de reparto en el musical La La Land.

## Filmografía
| Año           | Título                          | Rol                      | Notas                        |
| ------------- | ------------------------------- | ------------------------ | ---------------------------- |
| 2013          | Machete Kills                   | Space Babe               |                              |
| 2014          | From Dusk till Dawn: The Series | Jessie                   | 2 episodios                  |
| 2014          | Sin City: A Dame to Kill For    | Thelma                   |                              |
| 2014          | Members Only                    | Ana                      |                              |
| 2015          | Slumlord Rising                 | Chica                    | Vídeo musical de Neon Indian |
| 2016          | Blair Witch                     | Lisa                     |                              |
| 2016          | La La Land                      | Tracy                    |                              |
| 2016–presente | Graves                          | Samantha Vega            | Serie de TV                  |
| 2017          | Song to Song                    | Julie                    |                              |
| 2017          | Alien: Covenant                 | Upworth                  |                              |
| 2017          | The Endless                     |                          |                              |
| 2018          | Under the Silver Lake           | Millicent sevence        |                              |
| 2019          | Soundtrack                      | Eleanor "Nellie" O'Brien | Protagonista                 |
| 2023          | Una boda explosiva              | Jamie Rivera             |                              |